# HD 114386
HD 114386 är en ensam stjärna belägen i den norra delen av stjärnbilden Kentauren. Den har en skenbar magnitud av ca 8,73 och  kräver åtminstone en stark handkikare eller ett mindre teleskop för att kunna observeras. Baserat på parallax enligt Gaia Data Release 2 på ca 35,8 mas, beräknas den befinna sig på ett avstånd på ca 91 ljusår (ca 28 parsek) från solen. Den rör sig bort från solen med en heliocentrisk radialhastighet på ca 33 km/s.

## Egenskaper
HD 114386 är en orange till gul stjärna i huvudserien av spektralklass K3 V. Den har en massa som är ca 0,6 solmassor, en radie som är ca 0,8 solradier och avger ca 30 procent av solens utstrålning av energi från dess fotosfär vid en effektiv temperatur av ca 4 800 K.

## Planetsystem
År 2004 meddelade Geneva Extrasolar Planet Search Team upptäckten av en exoplanet som kretsar kringstjärnan.
| Planet | Massa   | Halv storaxel (AE) | Siderisk omloppstid (d) | Excentricitet | Inklination | Radie |
| ------ | ------- | ------------------ | ----------------------- | ------------- | ----------- | ----- |
| b      | 0,37 MJ | 1,65               | 445                     | 0,12          | -           | -     |
| c      | 1,19 MJ | 1,83               | 1 046                   | 0,06          | -           | -     |